# 命題
命題（、英語: proposition）は、論理学において判断を言語で表したもので、真または偽という性質（真理値）をもつもの。また数学で、真偽の判断の対象となる文章または式、定理、問題のこと。西周による訳語の一つ。
厳密な意味での「命題」の存在について、「意味」の存在と同様に疑問を投げかける哲学者もいる。デイヴィド・ルイスは「『命題』という語からわれわれが連想する概念は、それぞれ差しさわりがありながら、それぞれが差し迫った必要性(desiderata)（から定義された複数のもの）がごちゃまぜになった、何ものか」であると言い、この概念を一貫した定義のなかで捉えることの困難さを指摘している。

## 命題という語
命題という語は明治の初期には一覧表などを作成する際に標記する「項目名」などと同じような意味で使用されており、「命題」は「題命」すなわち「題名」とほぼ同義である。坪内逍遥「小説神髄」には「宜しく応分の新工夫を命題にもまた費やすべし」とある。小学館デジタル大辞典では「題号をつけること。また、その題。名題」と説明する。この場合命題の命は「命（いのち）」の意味ではなく名づけること（あるいは名づけられていること）を意味する。典籍では程端礼（1271-1345）「程氏家塾読書分季（年）日程」において「命題」「題命」をtitleの趣旨で使用していることが確認できる。一方岩波国語辞典は論理学の用法を正用とし、この用法について「誤って俗に、題目・課題の意にも使う」と注記する。論理学用語としては判断をことばであらわしたものを意味するpropositionの邦訳として西周が考案したものであり、西「百学連環」（1870-1871）ではpropositionを「命題」、syllogismを「演題」と邦訳している。

### propositionという語
英語propositionという語は、ラテン語prōpositiōを祖としており、これは動詞prōponōの名詞形である。prōponōはprō-とpōnōから成り、prō-は「前に」「出す」、 pōnōは「置く(put)」「据え置く（place）」に相当する。propositionは動詞proposeの名詞形である。英和対訳袖珍辞書には「proposition、言ヒ顕ハシ、題」とある。日本語・漢語の「命題」が限られた領域とりわけ論理学や数学の領域で利用されるのに対して、西欧語のpropositionは「計画」「提案」「主張」「条件提示」「問題」などの意味を包含する常用語（名詞）であり、契約の領域のほか、宗教問題や観念哲学など広範な領域で利用され、それぞれにおいて固有の利用がなされている。

## 論理学における「命題」
論理学で言う「命題」とは真偽が確定した言明のことであり、例えば「１は偶数である」「２は偶数である」などは命題である。これに対して「Ｘは偶数である」のように不定のＸが入ったものを「述語」と言う。

## 解釈
アリストテレス論理学において命題は、主題の叙述するものを肯定または否定する、特定の種類の文である。アリストテレス的命題は「全ての人間は死ぬ」「ソクラテスは人間である」というような形を取る。
数理論理学において命題（英: propositional formula, statement forms）は量化を含まない言明であり、それはまた原子論理式と五つの論理結合子（選言、連言、否定、含意、双条件）およびグループ化記号のみから構成される論理式の合成である。命題論理は完全かつ健全である。すなわち、命題論理において任意の定理は真であり、任意の真なる言明が証明可能である。命題論理の体系に変項と量化子を加えて拡張したものが述語論理である。
数学においては、例えば確率は命題の確からしさを表すなど、命題の存在を基本的前提として出発する場合がある。

## 類語等

### 言い換え
日常言語論においては、論争や存在論的な含みを持つことを避けるため、真か偽のいずれであるかという真理の担い手となる文字列自体について述べる時は、「命題(proposition)」という代わりに「文(sentence)」という術語を用いることが提案されている。ストローソンは「文 (sentence)」と「言明(statement)」 という術語を峻別することを提唱した。ストローソンによれば「すべての男たちは死ぬ（All men are mortal）」と「ことごとく男は死ぬ（Every man is mortal.）」はおなじ言明(statement)をもつ２つの文字列（文-sentence）であり、いずれの文も真偽の運び屋（truth-bearer）と解釈される。これは一見すると日常的には価値のない峻別のように見られるが、「男」や「死」の定義や同一性の認識あるいは表示において論争がある場合においては重要な区別となる。

### 定立
定立（ていりつ、独: these）は、ある肯定的判断・命題を立てること、また立てられた肯定的判断・命題である。テーゼとも呼ばれる。
ヘーゲル弁証法では、三段階発展の最初の段階を指す語として使用される。カントの二律背反では、同等の権利をもって語ることのできる、世界についての根本主張の最初の肯定的なほう、たとえば「自由は存在する」が定立であり、反定立は「自由は存在しない」である。フィヒテは、自我と非自我の対立を、両者をともに可能にする第三者の内に総合する立場を、「定立-反定立-総合」と定式化した。

### 至上命題
「至上命題」という語については至上命令から派生した語であり本来は誤用との指摘がある。「至上命題」の用例は1926年刊「ニイチエ全集-偶像の薄明；他」（生田長江訳）、国民新聞1938年5月13日-5月22日報に利用があり、国会議事録では昭和21年に使用例を発見することができ、「至上の命題」は1941年刊行「宗教研究」（第24巻、宗教研究会刊）や1943年刊行「週報」（第341号、内閣情報部）に発見することができる。

### 数学書における「命題」
上述のように命題とは真か偽かがはっきり定まる形式をもつ文（断言する文）のことを言うが、数学書において「命題」と見出しをつけて書かれている命題は、公理と定義を元にして定理の体系を作り上げていく過程で必要とされる「真の命題」を指し、そのなかでとくに重要なものが定理と呼ばれ、「定理」と見出しが付けられる。数学書で「定理」「命題」「補題」「系」と見出しを付けて書かれた文は、正しいことが証明された（あるいはその数学書でこれから正しいことが証明される）命題である。